# Petersburg (Illinois)
Petersburg is een plaats (city) in de Amerikaanse staat Illinois, en valt bestuurlijk gezien onder Menard County.

## Demografie
Bij de volkstelling in 2000 werd het aantal inwoners vastgesteld op 2299. In 2006 is het aantal inwoners door het United States Census Bureau geschat op 2192, een daling van 107 (-4,7%).

## Geografie
Volgens het United States Census Bureau beslaat de plaats een oppervlakte van 3,5 km², geheel bestaande uit land. Petersburg ligt op ongeveer 156 m boven zeeniveau.

## Plaatsen in de nabije omgeving
De onderstaande figuur toont nabijgelegen plaatsen in een straal van 16 km rond Petersburg.